# Harbor Command
Harbor Command is een Amerikaanse politieserie die van 1957 tot 1958 uitgezonden werd in syndicatie. Er werd één seizoen ofwel 39 afleveringen geproduceerd.

## Verhaal
Kapitein Ralph Baxter is hoofd van Harbor Command, de waterpolitie van een grote kuststad. Baxter en de officieren in zijn eenheid nemen het op tegen drugsmokkelaars, moordenaars en andere schurken. Baxter onderscheidde zich van andere politieagenten doordat hij criminologie gestudeerd heeft, waardoor hij in het hoofd van criminelen kon kruipen en achterhalen wat ze onder bepaalde omstandigheden zouden doen.
Hoewel de serie zich afspeelde op het water, vond Baxters activiteit grotendeels plaats op het land, waar hij zijn politieauto gebruikte om verdachten op te sporen.

## Rolverdeling
| Acteur        | Personage            |
| ------------- | -------------------- |
| Wendell Corey | Captain Ralph Baxter |
| Casey Walters | Sgt. Jim Warren      |
| Bill Baldwin  | verteller            |
| Clark Howat   | Police Dispatcher    |

## Productie
De serie werd geproduceerd door Ziv Television Programs, met de hulp van havenautoriteiten overal in de Verenigde Staten. Corey zei dat hij en Ziv het grootste deel van de inkomsten uit de verkoop van de serie ontvingen, wat de kwaliteit van de afleveringen beïnvloedde. "Er is niet genoeg over om goede gastacteurs te casten of goede scripts te kopen," zei hij. Hij voegde eraan toe dat leidinggevenden in de productie vaak slechte scripts nog slechter maakten met hun eigen wijzigingen.
De serie werd opgenomen in San Francisco, met uitzondering van twee afleveringen die in San Diego werden gefilmd. De productiekosten zorgden ervoor dat Ziv de serie beëindigde na 39 afleveringen.